# 克羅伊茨峰 (阿默高山脈)
47°31′35″N 10°55′07″E / 47.5263806°N 10.9184806°E

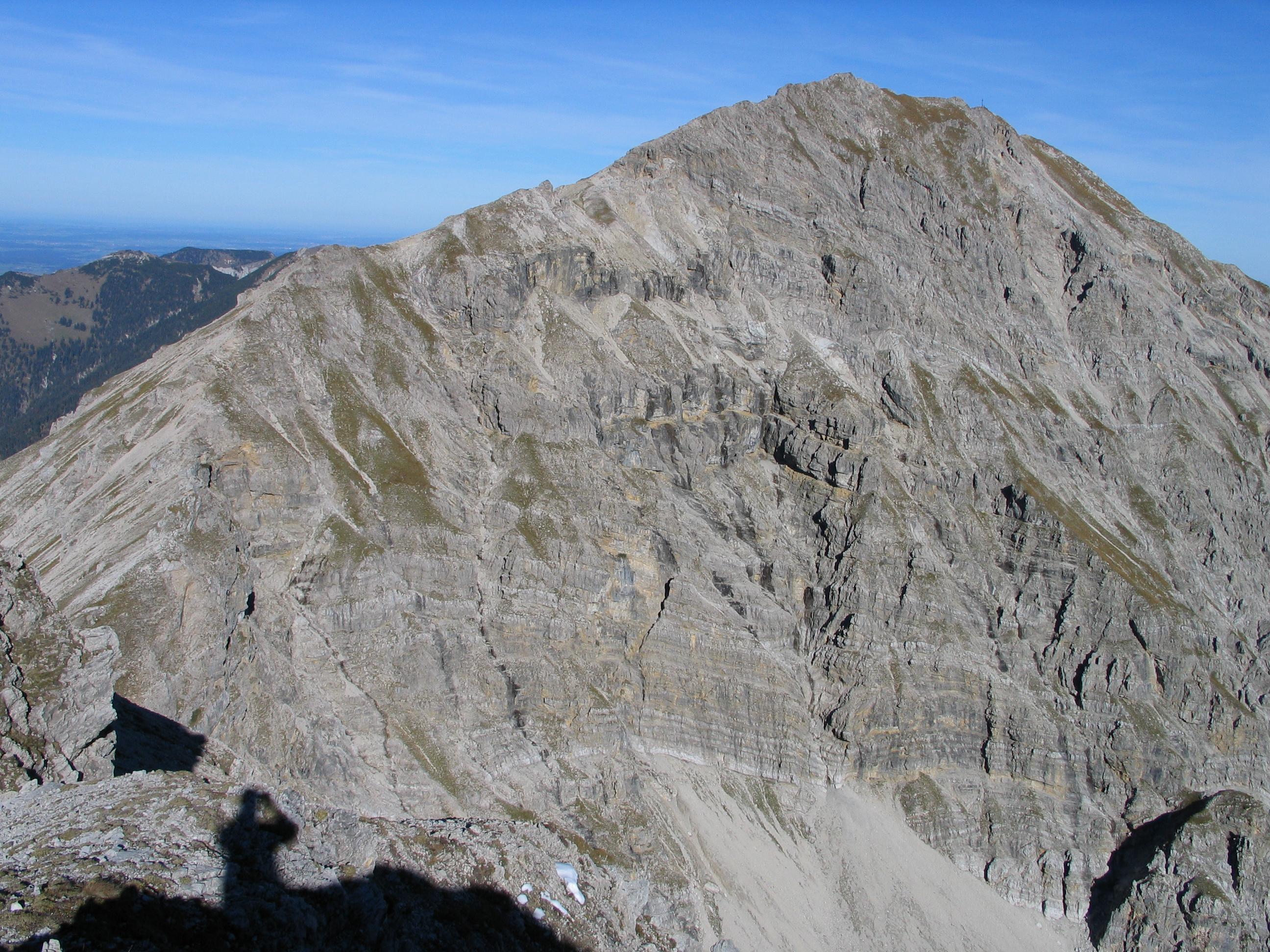

克羅伊茨峰（德語：Kreuzspitze），是德國的山峰，位於該國南部，由巴伐利亞負責管轄，屬於阿默高山脈的一部分，海拔高度2,185米，每年平均降雨量1,698毫米。